# 알토델카르멘
알토델카르멘(스페인어: Alto del Carmen)는 칠레 아타카마 주 우아스코 현의 코무나이다.